# Lesly de Sa
Lesly de Sa (Mijdrecht, 2 april 1993) is een Nederlandse voormalig voetballer die bij voorkeur als vleugelaanvaller speelde.

## Clubcarrière

### Ajax
Lesly de Sa begon met voetballen bij Argon, waarna hij later bij Ajax in de jeugd zou komen.
Op 21 september 2011 maakte de Sa zijn debuut voor Ajax. Hij debuteerde in een KNVB Bekerwedstrijd tegen Noordwijk, waar hij in het veld kwam voor Aras Özbiliz. In deze wedstrijd scoorde de Sa ook zijn eerste doelpunt in het shirt van Ajax. Op 24 februari ondertekende De Sa een nieuw contract bij Ajax. Dit contract ging op 1 juli 2012 in en duurt tot 30 juni 2016. Zijn competitiedebuut was ruim een jaar later op 20 oktober 2012 toen hij in de uitwedstrijd tegen Heracles Almelo mocht invallen. De Sa kwam in de 77ste minuut in de ploeg voor Tobias Sana. De wedstrijd eindigde in 3-3.
In het seizoen 2013/14 behoort de Sa tot de selectie van Jong Ajax die zijn toegetreden tot de Jupiler League. Op 5 augustus 2013 speelde de Sa mee in de eerste Jupiler League wedstrijd van Jong Ajax (2-0 winst) tegen Telstar. Op 26 augustus 2013 scoorde Lesly de Sa in speelronde 4 zijn eerste doelpunt voor Jong Ajax in de thuiswedstrijd tegen FC Emmen (1-1).
Op 28 september 2013 mocht de Sa meedoen in de Eredivisie wedstrijd thuis tegen Go Ahead Eagles die met 6-0 werd gewonnen. De Sa scoorde in deze wedstrijd zijn eerste Eredivisie doelpunt voor Ajax en was goed voor de assist op de 3-0. Op 1 oktober 2013 maakte de Sa zijn Europese debuut voor Ajax in de UEFA Champions League thuiswedstrijd tegen AC Milan (1-1).

### Verhuur aan Go Ahead Eagles
Ajax maakte op 24 juli 2014 bekend dat De Sa per direct verhuurd werd aan Go Ahead Eagles. Op 10 augustus 2014 maakte de Sa zijn officiële debuut voor Go Ahead, tijdens de eerste speelronde van de Eredivisie, thuis tegen FC Groningen. De Sa zette in de 50e minuut de 2-0 op het scorebord, waarna Groningen met 3-2 won. Mede door blessureleed kwam De Sa een groot deel van het seizoen niet aan spelen toe. Hij eindigde de competitie met Go Ahead op de zeventiende plaats in de Eredivisie, waarna via de play-offs 2015 degradatie volgde. Op 13 mei 2015 werd bekendgemaakt dat er bij Ajax geen plek meer was voor De Sa in de A-selectie en hij dus verkocht mocht worden. Na afloop van het seizoen toonde het Slowaakse AS Trenčín interesse in De Sa.

### Verhuur aan Willem II
Ajax maakte op 24 juni 2015 bekend dat het De Sa opnieuw een seizoen zou verhuren, ditmaal aan Willem II. Willem II kreeg tevens een optie tot koop. Op 9 augustus 2015 maakte De Sa zijn officiële debuut voor Willem II in een wedstrijd in de Eredivisie tegen Vitesse (1–1 gelijkspel). Hij begon in de basis en werd tien minuten voor tijd vervangen door Justin Mathieu. In een KNVB Beker-wedstrijd tegen de amateurs van DOVO maakte hij zijn eerste officiële doelpunt voor de tricolores. De Sa was vlak voor tijd verantwoordelijk voor de 3-0 eindstand. Hij eindigde de competitie met Willem II op de zestiende plaats in de Eredivisie, waarna de club via de play-offs 2016 behoud afdwong.

### Slovan Bratislava
De Sa tekende in mei 2016 een contract tot medio 2020 bij Slovan Bratislava. Dat lijfde hem transfervrij in nadat Ajax zijn contract niet verlengde. De Sa begon met Bratislava aan het nieuwe seizoen in een team met onder anderen landgenoten Ruben Ligeon, Lorenzo Burnet, Mitchell Schet en Joeri de Kamps. Op 28 juni 2016 maakte De Sa zijn officiële debuut voor Bratislava. Op die dag speelde Bratislava een wedstrijd in de eerste voorronde van de UEFA Europa League uit tegen Partizan Tirana (0-0).

### FC Oss, AFC Eskilstuna en Tsarsko Selo
Slovan Bratislava verhuurde De Sa op 31 augustus 2017 voor een seizoen aan FC Oss. Na zijn verhuurperiode keerde De Sa terug bij Slovan Bratislava. Hij mocht hier transfervrij vertrekken. Nadat hij anderhalf jaar zonder club zat, sloot hij in februari 2020 aan bij het Zweedse AFC Eskilstuna dat uitkomt in de Superettan. In februari 2021 ging hij naar het Bulgaarse FK Tsarsko Selo Sofia. Daar liep zijn contract medio 2021 af. Nadat hij enige tijd zonder club zat, sloot hij per februari 2022 aan bij Ajax Zaterdag in de Derde divisie.

## Clubstatistieken
Beloften
| Seizoen | Club      |                    | Competitie     | Competitie | Competitie |
| Seizoen | Club      | Wed.               | Competitie     | Dlp.       |            |
| ------- | --------- | ------------------ | -------------- | ---------- | ---------- |
| 2013/14 | Jong Ajax | Vlag van Nederland | Eerste divisie | 17         | 7          |
| Totaal  | Totaal    | Totaal             | Totaal         | 17         | 7          |

Senioren
| Seizoen        | Club                     |                    | Competitie     | Competitie | Competitie | Beker | Beker | Internationaal | Internationaal | Overig 1 | Overig 1 | Totaal | Totaal |
| Seizoen        | Club                     | Wed.               | Competitie     | Dlp.       | Wed.       | Dlp.  | Wed.  | Dlp.           | Wed.           | Dlp.     | Wed.     | Dlp.   |        |
| -------------- | ------------------------ | ------------------ | -------------- | ---------- | ---------- | ----- | ----- | -------------- | -------------- | -------- | -------- | ------ | ------ |
| 2011/12        | Ajax                     | Vlag van Nederland | Eredivisie     | 0          | 0          | 1     | 1     | 0              | 0              | 0        | 0        | 1      | 1      |
| 2012/13        | Ajax                     | Vlag van Nederland | Eredivisie     | 1          | 0          | 0     | 0     | 0              | 0              | 0        | 0        | 1      | 0      |
| 2013/14        | Ajax                     | Vlag van Nederland | Eredivisie     | 12         | 1          | 3     | 0     | 3              | 0              | 0        | 0        | 17     | 1      |
| Club totaal    | Club totaal              | Club totaal        | Club totaal    | 13         | 1          | 4     | 1     | 3              | 0              | 0        | 0        | 20     | 2      |
| 2014/15        | → Go Ahead Eagles (huur) | Vlag van Nederland | Eredivisie     | 16         | 1          | 0     | 0     | —              | —              | 1        | 0        | 17     | 1      |
| Club totaal    | Club totaal              | Club totaal        | Club totaal    | 16         | 1          | 0     | 0     | 0              | 0              | 1        | 0        | 17     | 1      |
| 2015/16        | → Willem II (huur)       | Vlag van Nederland | Eredivisie     | 18         | 0          | 2     | 1     | —              | —              | 0        | 0        | 20     | 1      |
| Club totaal    | Club totaal              | Club totaal        | Club totaal    | 18         | 0          | 2     | 1     | 0              | 0              | 0        | 0        | 20     | 1      |
| 2016/17        | Slovan Bratislava        | Vlag van Slowakije | Fortuna Liga   | 18         | 1          | 5     | 2     | 1              | 0              | —        | —        | 24     | 3      |
| 2017/18        | Slovan Bratislava        | Vlag van Slowakije | Fortuna Liga   | 2          | 0          | 0     | 0     | 2              | 0              | —        | —        | 4      | 0      |
| Club totaal    | Club totaal              | Club totaal        | Club totaal    | 20         | 1          | 5     | 2     | 3              | 0              | 0        | 0        | 28     | 3      |
| 2017/18        | → FC Oss (huur)          | Vlag van Nederland | Eerste divisie | 10         | 0          | 0     | 0     | —              | —              | 0        | 0        | 1      | 0      |
| Club totaal    | Club totaal              | Club totaal        | Club totaal    | 10         | 0          | 0     | 0     | 0              | 0              | 0        | 0        | 10     | 0      |
| 2020           | AFC Eskilstuna           | Zweden             | Superettan     | 1          | 0          | 0     | 0     | 0              | 0              | 0        | 0        | 1      | 0      |
| 2020/21        | Tsarsko Selo             | Bulgarije          | Parva Liga     | 6          | 0          | 1     | 0     | 0              | 0              | 6        | 0        | 13     | 0      |
| Carrièretotaal | Carrièretotaal           | Carrièretotaal     | Carrièretotaal | 84         | 3          | 12    | 4     | 6              | 0              | 7        | 0        | 109    | 7      |

Bijgewerkt tot en met 8 juli 2021.

## Interlandcarrière

### Jeugdelftallen
De Sa begon zijn loopbaan als jeugdinternational bij het Nederlands team onder 15 jaar. Hierna doorliep hij alle verschillende jeugdelftallen tot en met het team onder 21 jaar. Op 3 september 2013 maakte Jong Oranje coach Albert Stuivenberg bekend dat Lesly de Sa samen met Fabian Sporkslede en Joeri de Kamps de vervangers zouden zijn van Adam Maher, Timo Letschert en Yassin Ayoub in de selectie van Jong Oranje voor de EK-kwalificatie wedstrijden met Jong Schotland en Jong Luxemburg op 5 en 9 september 2013. Dit was de eerste keer voor Lesly de Sa dat hij tot een selectie van Jong Oranje behoort. Op 9 september 2013 maakte de Sa zijn debuut voor Jong Oranje in de uitwedstrijd tegen Jong Luxemburg (1-0 winst) verving hij na rust Memphis Depay.
| Jeugdinterlands van Lesly de Sa | Jeugdinterlands van Lesly de Sa | Jeugdinterlands van Lesly de Sa | Jeugdinterlands van Lesly de Sa | Jeugdinterlands van Lesly de Sa | Jeugdinterlands van Lesly de Sa |
| Team (№ interlands)             | Datum                           | Wedstrijd                       | Uitslag                         | Soort Wedstrijd                 | Doelpunten                      |
| Als speler bij Ajax             | Als speler bij Ajax             | Als speler bij Ajax             | Als speler bij Ajax             | Als speler bij Ajax             | Als speler bij Ajax             |
| ------------------------------- | ------------------------------- | ------------------------------- | ------------------------------- | ------------------------------- | ------------------------------- |
| Onder 15 (1.)                   | 27 november 2007                | Nederland – Slowakije           | 0 – 0                           | Vriendschappelijk               |                                 |
| Onder 15 (2.)                   | 29 november 2007                | Nederland – Slowakije           | 5 – 0                           | Vriendschappelijk               | 25'                             |
| Onder 15 (3.)                   | 11 maart 2008                   | Nederland – België              | 4 – 2                           | Vriendschappelijk               |                                 |
| Onder 15 (4.)                   | 15 april 2008                   | Nederland – Zwitserland         | 0 – 2                           | Vriendschappelijk               |                                 |
| Onder 15 (5.)                   | 17 april 2008                   | Nederland – Zwitserland         | 0 – 0                           | Vriendschappelijk               |                                 |
| Onder 16 (1.)                   | 28 oktober 2008                 | Italië – Nederland              | 0 – 3                           | 10e Tournoi Val de Marne '08    |                                 |
| Onder 16 (2.)                   | 30 oktober 2008                 | Frankrijk – Nederland           | 0 – 1                           | 10e Tournoi Val de Marne '08    |                                 |
| Onder 16 (3.)                   | 1 november 2008                 | Nederland – Uruguay             | 5 – 3                           | 10e Tournoi Val de Marne '08    | 70'                             |
| Onder 16 (4.)                   | 10 februari 2009                | Nederland – Oekraïne            | 3 – 1                           | Vriendschappelijk               |                                 |
| Onder 16 (5.)                   | 22 april 2009                   | Ierland – Nederland             | 0 – 2                           | Vriendschappelijk               |                                 |
| Onder 17 (1.)                   | 22 september 2009               | Frankrijk – Nederland           | 1 – 0                           | Vriendschappelijk               |                                 |
| Onder 17 (2.)                   | 24 september 2009               | Frankrijk – Nederland           | 1 – 2                           | Vriendschappelijk               |                                 |
| Onder 17 (3.)                   | 22 oktober 2009                 | Nederland – Andorra             | 4 – 0                           | EK-kwalificatie '10             |                                 |
| Onder 17 (4.)                   | 24 oktober 2009                 | Nederland – Malta               | 1 – 2                           | EK-kwalificatie '10             |                                 |
| Onder 17 (5.)                   | 27 oktober 2009                 | Ierland – Nederland             | 0 – 1                           | EK-kwalificatie '10             |                                 |
| Onder 17 (6.)                   | 4 februari 2010                 | Noorwegen – Nederland           | 0 – 2                           | La Manga '10                    |                                 |
| Onder 17 (7.)                   | 8 februari 2010                 | Denemarken – Nederland          | 2 – 1                           | La Manga '10                    | 67'                             |
| Onder 17 (8.)                   | 3 maart 2010                    | Nederland – Griekenland         | 2 – 0                           | Vriendschappelijk               |                                 |
| Onder 17 (9.)                   | 25 maart 2010                   | Nederland – Oekraïne            | 2 – 0                           | EK-kwalificatie '10             |                                 |
| Onder 17 (10.)                  | 27 maart 2010                   | Georgië – Nederland             | 1 – 2                           | EK-kwalificatie '10             |                                 |
| Onder 17 (11.)                  | 30 maart 2010                   | Nederland – Tsjechië            | 0 – 1                           | EK-kwalificatie '10             |                                 |
| Onder 18 (1.)                   | 27 november 2010                | Roemenië – Nederland            | 0 – 3                           | Vriendschappelijk               |                                 |
| Onder 18 (2.)                   | 24 maart 2011                   | Nederland – Slovenië            | 0 – 0                           | Vriendschappelijk               |                                 |
| Onder 18 (3.)                   | 29 maart 2011                   | Polen – Nederland               | 3 – 0                           | Vriendschappelijk               |                                 |
| Onder 19 (1.)                   | 19 mei 2011                     | Nederland – Israël              | 1 – 1                           | EK-kwalificatie '11             |                                 |
| Onder 19 (2.)                   | 21 mei 2011                     | Nederland – Tsjechië            | 0 – 1                           | EK-kwalificatie '11             |                                 |
| Onder 19 (3.)                   | 24 mei 2011                     | Rusland – Nederland             | 1 – 1                           | EK-kwalificatie '11             |                                 |
| Onder 19 (4.)                   | 1 september 2011                | Nederland – Engeland            | 0 – 0                           | Vriendschappelijk               |                                 |
| Onder 19 (5.)                   | 4 september 2011                | Duitsland – Nederland           | 2 – 2                           | Vriendschappelijk               |                                 |
| Onder 19 (6.)                   | 6 oktober 2011                  | Nederland – België              | 3 – 0                           | Vriendschappelijk               |                                 |
| Onder 19 (7.)                   | 10 november 2011                | Nederland – Moldavië            | 3 – 0                           | EK-kwalificatie '11             |                                 |
| Onder 19 (8.)                   | 12 november 2011                | Nederland – Finland             | 2 – 0                           | EK-kwalificatie '11             |                                 |
| Onder 19 (9.)                   | 15 november 2011                | Kroatië – Nederland             | 0 – 0                           | EK-kwalificatie '11             |                                 |
| Onder 20 (1.)                   | 8 september 2012                | Turkije – Nederland             | 2 – 1                           | Vriendschappelijk               |                                 |
| Onder 20 (1.)                   | 15 oktober 2012                 | Nederland – Noorwegen           | 2 – 4                           | Vriendschappelijk               |                                 |
| Onder 20 (2.)                   | 22 maart 2013                   | Nederland – Servië              | 2 – 1                           | Vriendschappelijk               |                                 |
| Onder 21 (1.)                   | 9 september 2013                | Luxemburg – Nederland           | 0 – 1                           | EK kwalificatie 2015            |                                 |
| Onder 21 (2.)                   | 14 oktober 2013                 | Nederland – Oostenrijk          | 0 – 3                           | Vriendschappelijk               |                                 |

## Erelijst

### MetAjax
| Nationaal  |    |            |
| Eredivisie | 2x | 2013, 2014 |

### MetSlovan Bratislava
| Nationaal       |    |         |
| Slovenský Pohár | 1x | 2016/17 |